# Ишимбайский лыжный марафон памяти В. В. Новожилова
Ишимбайский лыжный марафон памяти В. В. Новожилова (полное название Всероссийский лыжный марафон памяти заслуженного тренера России Новожилова Владимира Вениаминовича) проходит в городе Ишимбае в марте.
Марафон посвящён памяти Владимира Вениаминовича Новожилова.
Организаторы — Администрация муниципального района Ишимбайский район Республики Башкортостан; Федерация лыжных гонок Республики Башкортостан.
Всего присутствует 14 групп участников.
Сначала стартуют участники 7 возрастных групп
- девочки до 12 лет — 3 км
- мальчики до 12 лет — 5 км
- девочки 13—15 лет — 5 км
- юноши 13—15 лет — 10 км
- женщины 41 год и старше — 5 км
- мужчины 50—59 лет — 10 км
- мужчины 60 лет и старше — 10 км

После их выступления дается старт участникам марафона
- девушки 16—17 лет — 20 км
- юноши 16—17 лет — 30 км
- юниорки 18—20 лет — 30 км
- мужчины 41—49 лет — 30 км
- женщины 21 и старше — 30 км
- юниоры 18—20 лет — 50 км
- мужчины 21 и старше — 50 км

Традиционная награда абсолютному победителю у мужчин на дистанции 50 км и у женщин на дистанции 30 км — российский автомобиль.

## 12 марафон. 2006 год
У мужчин ВАЗ-2107 выиграл Василий Шеталин (Уфа), вторым был Ростислав Павлов (Благовещенск), за ним пришел Филипп Шульман (Уфа).
Женскую дистанцию выиграла МСМК Елена Веденеева (Москва), обладательница Кубка мира-2005 по лыжному марафону. Она опередила на 2 Елену Никитину (Самара). Третья — Елена Мулюкина (Уфа).

## 14 марафон. 2008 год
Спонсоров «Салаватстекло», «Компания РИА», «ИСКОЖ», «УЗЭМИК», «Сотовая связь Башкортостан» лично представлял исполнительный директор «Салаватстекло» Сергей Агуреев, мастер спорта СССР, ученик Владимира Вениаминовича.
Выиграл ВАЗ-2107 МСМК Дмитрий Лященко (Московская область). Его земляк Сергей Ширяев стал вторым. МС Виталий Кабардин (Уфа)- третий.
У женщин впервые победительницей стала МС Елена Уськова (Кирово-Чепецк). Елена Веденеева (Москва) вторая. За ней финишировала Ирина Приданникова (Челябинск).

## 17 марафон. 2011 год
20 марта 2011 года состоялся 17 лыжный марафон им. В. В. Новожилова.